# Острів (Борисовський район, Пересадська сільська рада)
Острів (біл. вёска Востраў) — село в складі Борисовського району Мінської області, Білорусь. Село підпорядковане Пересадській сільській раді, розташоване в північно-східній частині області.